# Droniowice
Droniowice is een plaats in het Poolse district  Lubliniecki, woiwodschap Silezië. De plaats maakt deel uit van de gemeente Kochanowice en telt 379 inwoners.